# Штурм Герменчука
Штурм Герменчука состоялся 23 августа 1832 года, одно из сражений Кавказской войны. Русские войска под командованием генерала Вельяминова в количестве 9 тысяч человек предприняли штурм чеченского аула, который обороняли 3800 защитников.

## Предыистория
В период Кавказской войны командование Кавказским отдельным корпусом предпринимает активные действия в Чечне. 5 августа 1832 года барон Г. Розен истребил аул Дауд-Мартан, полковник Г. Засс предал огню аул Пхан-кичу и разорил пашни сельчан. В течение 6-7 августа генерал-майор князь Бекович-Черкасский уничтожал жилые строения в ауле Ачхой, командир Бутырского пехотного полка полковник Пирятинский сжёг дотла аулы Эльмурза-юрт и Аллаха-Ирзо-юрт.
7 августа тот же полковник Пирятинский сравнял с землей аулы Шаудон-шари и Катри-юрт. 8 августа истреблены аулы Дзулгу-юрт, Галгай-юрт, Алтемир-юрт. 9 августа аулы Шалаж и Умахан-юрт изъявили покорность, в этот же день Бекович-Черкасский уничтожил аул Нурки. 10 августа захвачен аул Гехи. После Шали наступила очередь Герменчука.

## Состав и численность сторон

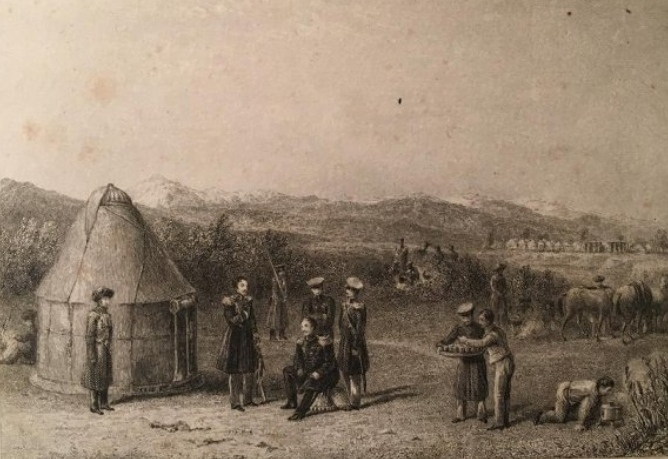
Лагерь у аула Герменчук (1832)

### Войска в составе русской императорской армии
В состав соединённого отряда вошли:
- 2 батальона Эриванского карабинерного полка под команодованием полковника князя Дадиана;
- 1 батальон 41-го Егерского полка майора Резануйлова;
- 2 батальона 40-го Егерского полка полковника Шумского;
- 2 батальона Московского пехотного полка полковника Щёголева;
- 2 батальона Бутырского пехотного полка полковника Пирятинского;
- 1 рота Кавказского сапёрного батальона капитана Богдановича;
- полк пешей грузинской милиции в составе 500 человека полковника Челяева;
- 500 линейских казаков 1-го Горско-Моздокского казачьего полка полковника Засса;
- 500 всадников грузинского конного полка князя Ясси Андроникова;
- 500 всадников 1-го конного полка князя Бебутова;
- 500 всадников 2-й конного полка Мирза-Джана Мадатова;
- 200 кабардинских милиционеров князя Аслан-бека Бекович-Черкасского;
- 24 лёгких орудия, 4 горных единорога.

Всего приблизительно 9000 человек.
Среди участников штурма Герменчука были:
- Л. Л. Альбранд
- Ф. А. Бекович-Черкасский
- В. О. Бебутов
- Э. В. Бриммер
- А. А. Вельяминов
- А. Е. Врангель
- В. Д. Вольховский
- Д. А. Всеволжский
- Г. Х. Засс
- И. И. Норденстам
- А. Г. Пирятинский
- Г. В. Розен
- А. И. Полежаев
- Ф. Ф. Торнау
- М. Ф. Мартынов

### Войска имамата
Три тысячи чеченцев заняли оборону в Герменчуке. Имам Гази-Мухаммад лично привёл к ним на помощь восемьсот конных лезгин. Кроме того, каждый день к Герменчуку подходили сторонники из отдалённых аулов.

## Ход сражения
Герменчук находился в семи верстах от Шали. Русский отряд переправился через Аргун и провел ночь в Шали. К полудню отряд занял позиции на виду ожидавших его горцев. На левом фланге у русских была речка, на правом — густой лес, где стояли конница лезгин и чеченская пехота. Село с трёх сторон было окружено окопами. За селом стоял густой лес. Казаки под командованием Засса, грузинский и татарские конные завязали перестрелку с чеченской конницей.
Артиллерия под командованием Вельяминова открыла огонь. Казаки Засса были отправлены к лесу, чтобы прикрыть правый фланг наступающих. Левый русский фланг прикрывали кавказские полки. После артподготовки Бутырские и егерские батальоны пошли в атаку. Чеченцы, переждавшие обстрел в окопах, дали залп, но не успели перезарядить винтовки. Штурмующие передовые колонны ворвались в село. Часть села, примыкающая к лесу, оставалась под контролем обороняющихся, но правый фланг им пришлось оставить. Казаки, преследовавшие лезгин, попали под ружейный огонь. Вельяминов послал к Зассу адъютанта с приказом вернуться к батарее.

### Атака конницы Засса

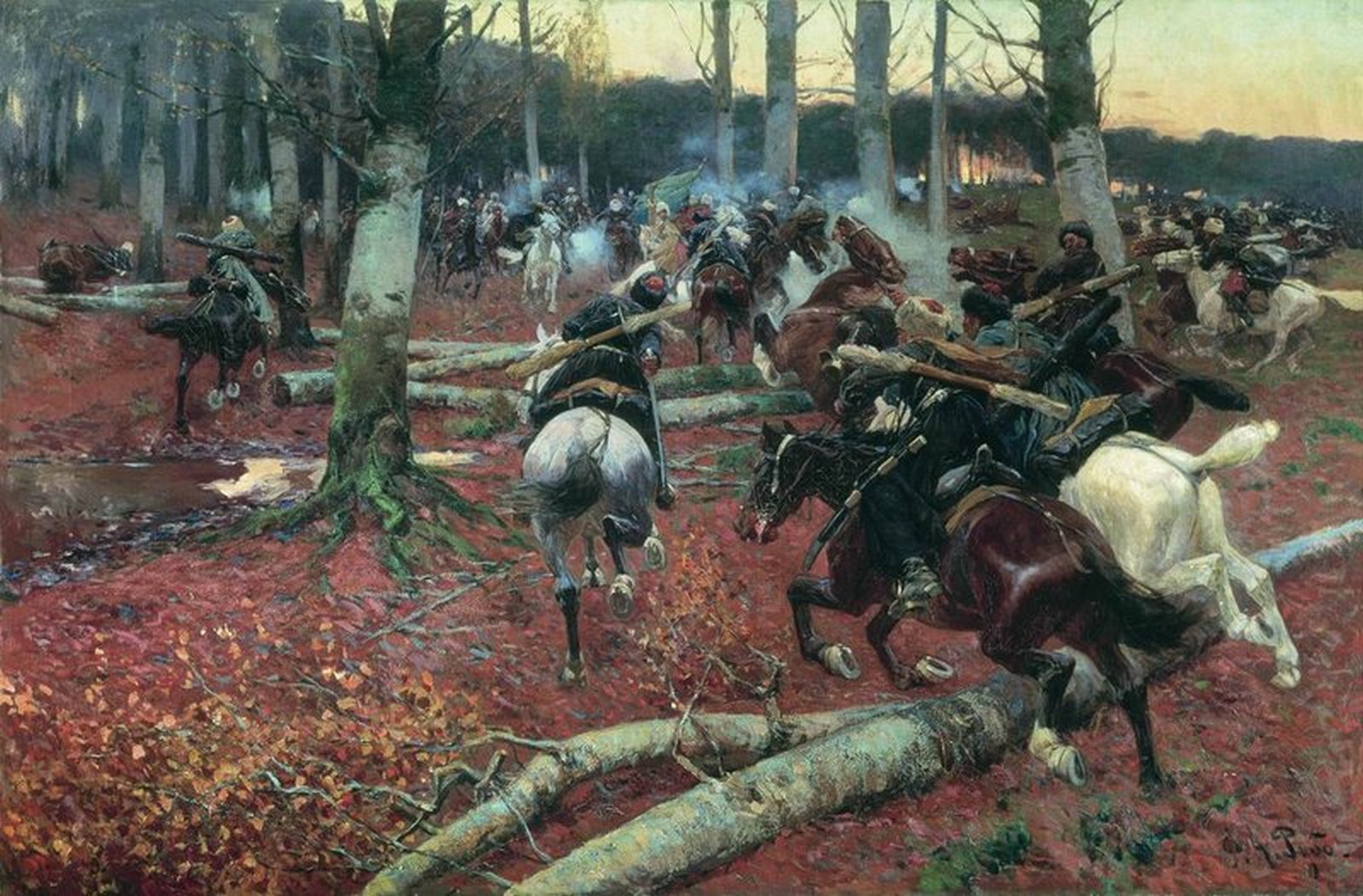
Военная зарисовка. Франц Рубо

Казаки Засса, возвращавшиеся к батарее попали под огонь чеченцев с левого фланга Герменчукского окопа. Казаки повернули к окопу и вскоре оказались перед завалом. Они спрыгнули с лошадей и оказались вне зоны огня защитников села. Чеченцы стали выжидать появления нападающих, но не выдержали и сделали залп. Казаки и грузины в тот же момент бросились в атаку и захватили укрепление.
Засс на подходе к завалу был ранен в ногу. Недалеко от него лежал раненный в грудь князь Андроников. Рядом нашли ещё двух раненных офицеров. Рукопашный бой в селе продолжался, но чаща весов склонялась в пользу русских, чеченцы отступали под их натиском.

### Штурм окруженных

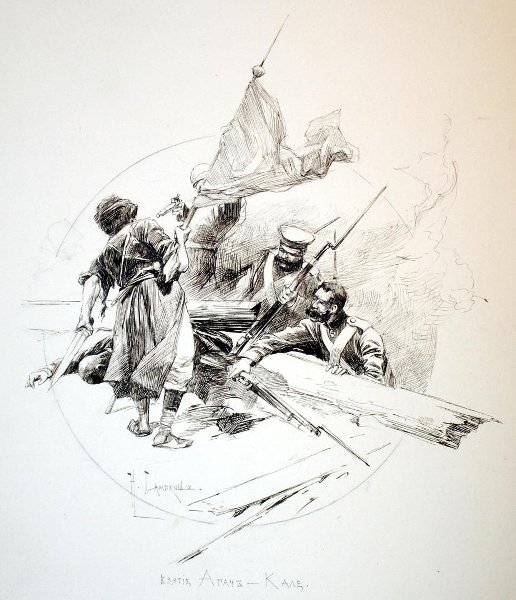
Взятие укрепления Гази-Мухаммада, Апшеронским полком. Худ. Самокиш, (1894)

Защитники вынуждены были оставить село, однако около сотни чеченцев, отрезанные от леса, засели в три смежных домах и не хотели сдаваться. Они убили одного подполковника и ранили многих солдат. Сакли были оцеплены тройной цепью застрельщиков, лежавших на земле, за плетнями и за деревьями. Никто не смел показаться на виду у неприятеля: верным глазом направленная пуля наказывала неосторожного… Артиллеристы из команды Бриммера подогнали лёгкое орудие, выстрел прошил насквозь все три дома, однако ядра представляли опасность для штурмующих с другой стороны, поэтому огонь пришлось прекратить.

Вольховскому стало жалко храбрых людей он приказал бывшему при нас переводчику, старому моздокскому казаку Атарщикову, предложить им положить оружие, обещая в таком случае от имени главного командующего не только жизнь, но и право размена на русских пленных, открывавшего для них надежду когда-нибудь вернуться к своим семействам. Огонь замолк, когда Атарщиков вышел вперед и по-чеченски крикнул, что хочет говорить. Сидевшие в домах выслушали предложение, посоветовались несколько минут, потом вышел полуобнаженный, от дыму почерневший чеченец, проговорил короткую речь и — выстрелы засверкали изо всех бойниц. Ответ заключался в следующих словах: — Пощады не хотим; одной милости просим у русских, пусть дадут знать нашим семействам, что мы умерли, как жили, не покоряясь чужой власти.

Тогда дома подожгли. Обороняющиеся пытались вырваться из огня, но гибли под огнём нападавших. Из-под дымящихся развалин извлекли шесть раненных лезгин. Ни один чеченец не сдался. Семьдесят два человека сгорели.
Офицер Фёдор Торнау вспоминал:

Разыгрался заключительный акт кровавой драмы; ночь покрыла сцену. Каждый по совести исполнил свое дело: главные актёры отошли в вечность; прочие действующие лица и за ними зрители с камнем на сердце стали расходиться по палаткам: и может статься, не один в глубине души задавал себе вопрос — для чего все это? разве для всех, без разбора языка и веры, нет места на земле?

## В поэзии
В 1832 году поэт Александр Полежаев который в рядах Московского пехотного полка также принимал участие в штурме аула посвятил селению Герменчук свое стихотворение — «Кладбище Герменчугское».
… Быть может, в битве оживляла
Она отчизны бранный дух
И снова к мести призывала
Сокрытый в пепле Герменчуг…